# Présents pour le socialisme
Presentes por el Socialismo (« Présents pour le socialisme ») est un parti politique colombien fondé en 1996 et regroupant des militants venus des diverses familles de la gauche (trotskistes, maoïstes). Il participe au Pôle démocratique indépendant et est affilié au niveau international à la Quatrième Internationale - Secrétariat unifié.